# امپاتاکا
امپاتاکا (به لاتین: Ampataka) یک سکونتگاه مسکونی در ماداگاسکار است که در آتسیمو-آتسینانانا واقع شده‌است.

## خصوصیات
امپاتاکا ۱۹٬۰۰۰ نفر جمعیت دارد و ۴۶ متر بالاتر از سطح دریا واقع شده‌است.